# انجمن صلیب سرخ ژاپن
انجمن صلیب سرخ ژاپن (به ژاپنی: 日本赤十字社, Nippon Sekijūjisha Society) وابسته ژاپن به نهضت بین‌المللی صلیب سرخ و هلال احمر است.